# Bordetella
Bordetella é um género de bactérias patogénicas, responsáveis por várias formas de tosse convulsa, capaz de entrar no organismo da pessoa através do contato com a saliva do doente. O nome do género é uma homenagem ao imunologista belga Jules Bordet.
As espécies de Bordetella são cocobacilos de pequenas dimensões (0.2 - 0.7 µm), gram-negativos.